# Schizodactylus brevinotus
Schizodactylus brevinotus är en insektsart som beskrevs av Sigfrid Ingrisch 2002. Schizodactylus brevinotus ingår i släktet Schizodactylus och familjen Schizodactylidae. Inga underarter finns listade i Catalogue of Life.